# Revue
Revue – marka sprzętu fotograficznego wytwarzanego przez wiele firm dla domu sprzedaży wysyłkowej Quelle. Aparaty fotograficzne sprzedawane pod tą nazwą dostarczane były przez tak znanych producentów jak Chinon Industries, Cosina, Yashica, Mamiya, Pentacon czy Zenit. W użyciu była również nazwa RevueFlex.